# Barbara Engleder
Barbara Engleder z d. Lechner (16 września 1982 r. w Eggenfelden) – niemiecka strzelczyni sportowa, złota medalistka olimpijska z Rio de Janeiro.
Specjalizuje się w strzelaniu karabinowym. Zawody w 2016 roku były jej czwartymi igrzyskami olimpijskimi, wcześniej startowała w igrzyskach w 2004 r., 2008 r. i 2012 r. Po medal sięgnęła w konkurencji karabinu sportowego (trzy postawy) na dystansie 50 metrów. W tej konkurencji zdobyła indywidualnie złoto na mistrzostwach świata w 2010 roku, ma również w dorobku krążki mistrzostw globu w drużynie. W mistrzostwach Europy indywidualnie sięgnęła po złoto w 2005 roku (karabinek pneumatyczny), srebro w 2007 r., 2009 r. i 2011 r. oraz brąz w 2005 r. i 2015 r. (trzy postawy).

## Igrzyska olimpijskie
| Igrzyska | Miejscowość    | Konkurencja                               | Kwalifikacje | Kwalifikacje | Finał                   | Finał                   |
| Igrzyska | Miejscowość    | Konkurencja                               | Wynik        | Pozycja      | Wynik                   | Pozycja                 |
| -------- | -------------- | ----------------------------------------- | ------------ | ------------ | ----------------------- | ----------------------- |
| IO 2004  | Ateny          | Karabin małokalibrowy, trzy pozycje, 50 m | 580          | 7. Q         | 677,6                   | 7.                      |
| IO 2008  | Pekin          | Karabin pneumatyczny, 10 m                | 394          | 17.          | Nie zakwalifikowała się | Nie zakwalifikowała się |
| IO 2008  | Pekin          | Karabin małokalibrowy, trzy pozycje, 50 m | 582          | 9.           | Nie zakwalifikowała się | Nie zakwalifikowała się |
| IO 2012  | Londyn         | Karabin małokalibrowy, trzy pozycje, 50 m | 583          | 7. Q         | 680,8                   | 6.                      |
| IO 2016  | Rio de Janeiro | Karabin pneumatyczny, 10 m                | 420,3        | 2. Q         | 165,0                   | 4.                      |
| IO 2016  | Rio de Janeiro | Karabin małokalibrowy, trzy pozycje, 50 m | 583          | 5. Q         | 458,6                   | złoto                   |